# Cat Power

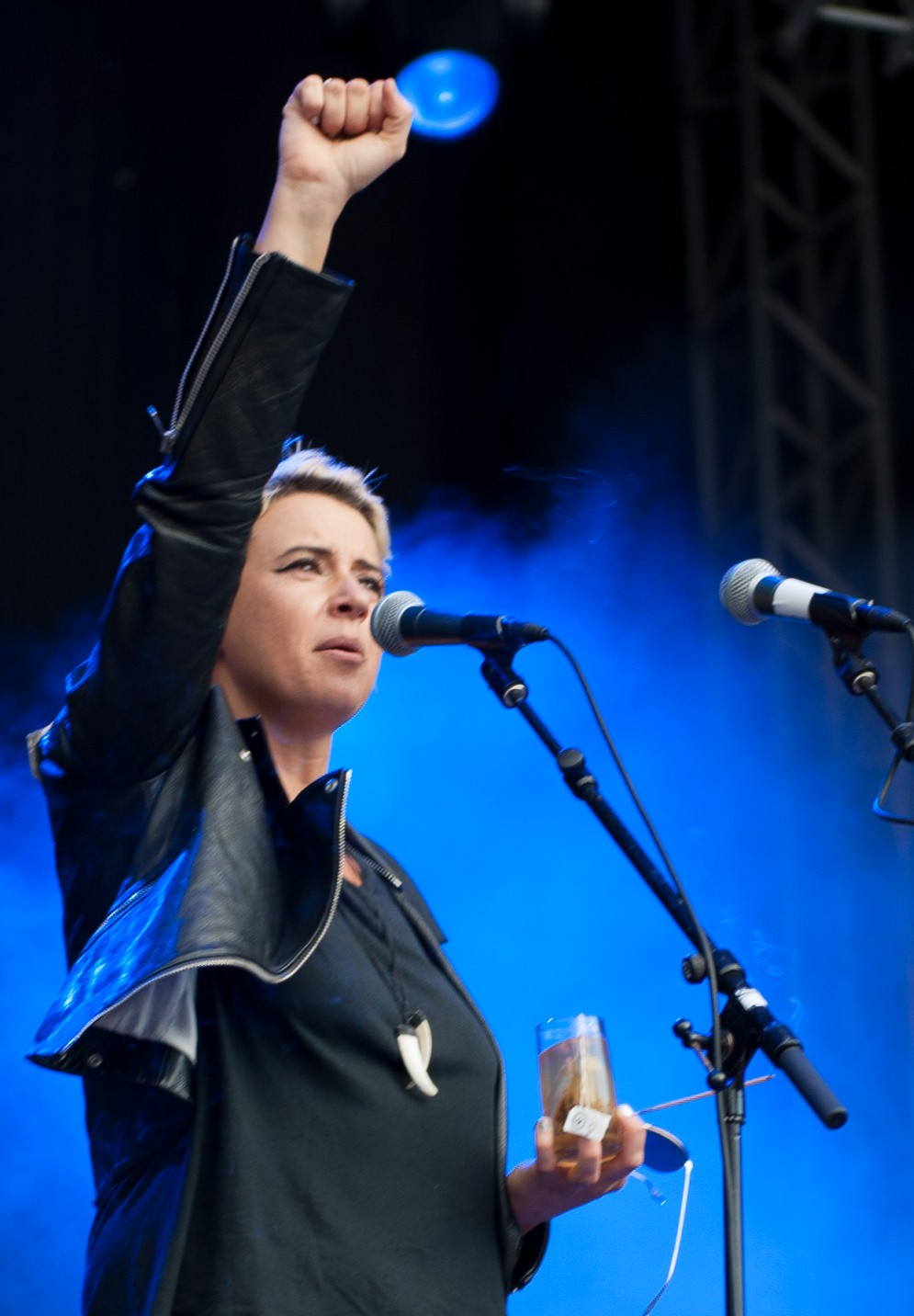

Cat Power — сценический псевдоним американской певицы Шарлин Мари Маршалл (англ. Charlyn Marie Marshall), которая родилась 21 января 1972 года.

## Биография

### Детство
Шарлин Мари Маршалл (Charlyn Marie Marshall) — дочь блюзового пианиста и по совместительству бродячего музыканта Чарли Маршалла (Charlie Marshall). В её жилах течет кровь ирландцев, немцев, евреев и индейцев чероки. Вскоре после её рождения (21 января 1972 года) родители развелись, предоставив дочери возможность жить на два дома и часто переезжать с места на место. Шарлин объездила весь американский юг, подолгу задерживаясь в Джорджии, Теннесси, Северной и Южной Каролине. В позднейших интервью, вспоминая своё странное детство, артистка не раз говорила, что эта кочевая жизнь подготовила её к гастрольным издержкам её будущей профессии.
Школу она закончила в Атланте, где и начались её первые выступления по клубам и барам, в которых ей помогали Глен Трэшер (Glen Thrasher), Марк Мур (Mark Moore). В 1990 году вместе с Трэшером Шэн перебирается в Нью-Йорк, в котором дебютной сценой для неё стала сцена Бруклина, а точнее, помещение бывшего товарного склада.
В те времена она предпочитала импровизировать на сцене, ориентироваться по обстоятельствам. К примеру, однажды, открывая концерт группы Astro Man, Шон вышла к зрителям с двухструнной гитарой, которую промучила минут 15, испытывая долготерпение зала. После одного из подобных экспериментов над слушателями она познакомилась с участниками группы God Is My Co-Pilot, которые помогли ей подготовить дебютный сингл «Headlights» и издали его на собственной лейбле Making of Americans тиражом целых 500 экземпляров.

## Музыкальная карьера

### Ранние работы (1992—1994 гг.)
Появлению первых двух пластинок Cat Power мир обязан Стиву Шелли (Steve Shelley) из команды Sonic Youth и Тиму Фольяну (Tim Foljahn), участнику Two Dollar Guitar. Они присутствовали на концерте Лиз Фэр (Liz Phair), где на разогреве выступала Маршал. Это был 1994 год. Через несколько месяцев был опубликован диск «Dear Sir» (1995), а ещё через год появился и его родной брат «Myra Lee» (1996). Меньше всего артистка думала о том, чтобы угодить чьим-то вкусам, соответствовать каким-то стандартам. Обе записи — выплеск её экспериментального азарта, выход самых сумасшедших идей, не имеющих ничего общего ни с песенной структурой, ни с общеизвестными стилями.

### Matador records (1996 — настоящее время)
В 1996 году певица подписала контракт с Matador Records и выпустила третий альбом студийный альбом «What Would the Community Think», который был укреплён синглом и видеоклипом «Nude as the News». Эта песня имела некоторый успех у слушателей и была представлена на многочисленных компиляциях, выходивших как в США, так и в Европе. В конце 1996 года Cat Power провела три месяца в дороге, гастролируя в поддержку релиза, успев за это время настолько пресытиться шоу-бизнесом, что сразу после тура решила сбежать от этой шумихи куда подальше.
В начале 1997 года её можно было увидеть в Портленде, где она устроилась работать няней. А через несколько месяцев вместе с Биллом Каллаханом (Bill Callahan), её тогдашним бой-френдом, музыкантом по профессии, который выступал под сценическим именем Смог (Smog), Шон перебралась на тихую ферму в Южной Каролине. План временно отойти от дел и пожить в тишине осуществился лишь отчасти. Во время одной из бессонных ночей Шон Маршалл посетило вдохновение и она написала несколько новых песен. Это были первые кирпичики, легшие в фундамент нового лонг-плея «Moon Pix», который певица записала в Мельбурне за 11 дней. В студии ей аккомпанировали Мик Тернер (Mick Turner) и Джим Уайт (Jim White), участники Dirty Three. Релиз состоялся в январе 1998 года. Альбом был благосклонно встречен критиками и удостоился внимания инди-рок-коммуны.
Однако перспектива очередного гастрольного марафона с ежедневным повторением одного и того же репертуара мало привлекала Cat Power. Отработав серию промоконцертов в поддержку «Moon Pix», она придумала другую программу: сочинила музыкальный аккомпанемент для немого кино «Страсти Жанны д’Арк». Новое шоу включало как её собственные композиции, так и несколько кавер-версий. В процессе подбора и обработки чужого материала у Cat Power вызрела идея записать подборку каверов. После неё Шэн выпустила ещё два альбома и альбом «The Greatest» c новым материалом, а не с подборкой лучшего, как можно подумать из-за его названия.
Живые шоу Cat Power, больше всего напоминающие естественный хаос, — вечная линия водораздела для её поклонников. Одних они шокируют, других восхищают, третьих ставят в тупик. Песни заканчиваются и начинаются внезапно, обрываясь без всякой очевидной логики, а иногда, наоборот, плавно перетекают одна в другую, без перерыва, без начала и конца. Певица и сама прекрасно понимает, что на безупречное шоу её выступления не тянут, и, случается, делает паузу и извиняется перед слушателями за свои маленькие промахи. С залом она всегда старается наладить теплый человеческий контакт, шутит, рассказывает истории, хотя, по её словам, нередко испытывает панический страх сцены.

## Дискография
- Dear Sir (1995)
- Myra Lee (1996)
- What Would the Community Think (1996)
- Moon Pix (1998)
- The Covers Record (2000)
- You Are Free (2003)
- The Greatest (2006)
- Jukebox (2008)
- Dark End of the Street (2008)
- Sun (2012)
- Wanderer (2018)

## Осень 2006
Осенью 2006, к удивлению многих, кто имел дело с творчеством и личностью Cat Power, она заявила что принимает предложение от дома Коко Шанель, и стала лицом новой коллекции Карла Лагерфельда. По словам заслуженного кутюрье, только такая, как Шэн Маршалл заслуживает этого и только она может выглядеть гламурно с сигаретой в губах.

## Фильмография
В 2007 году снялась в фильме Вонга Карвая «Мои черничные ночи» в эпизодической роли.